# Tempelbergwarte

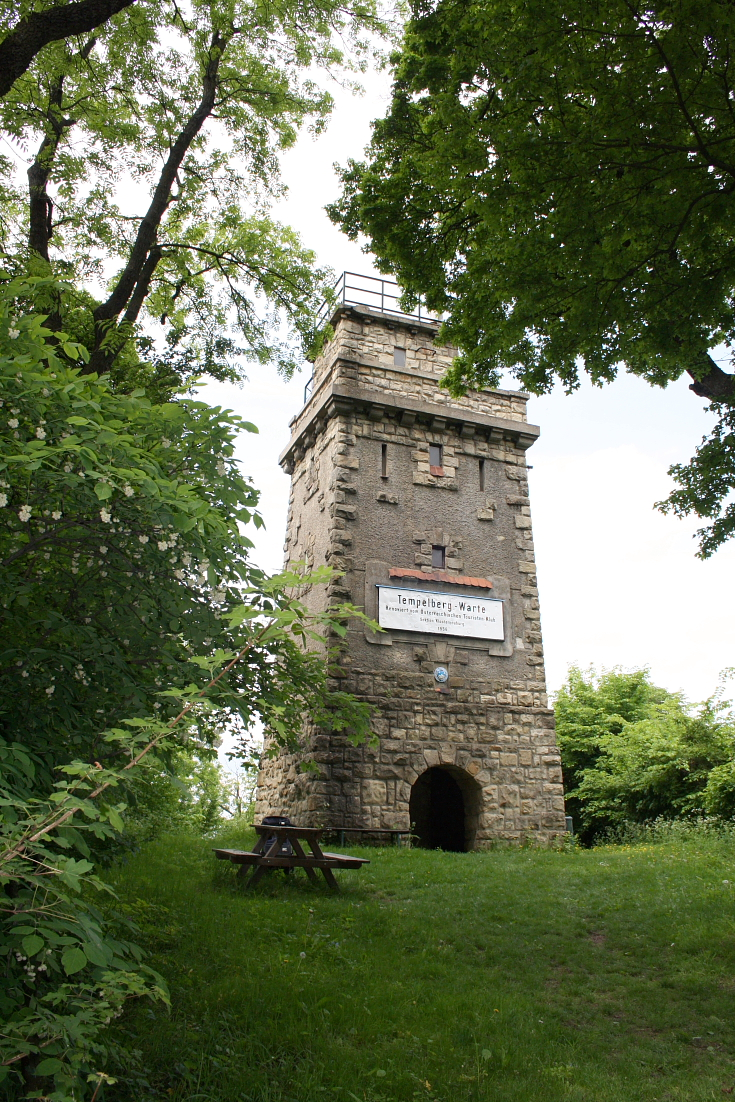
Ostseite der Tempelbergwarte

Die Tempelbergwarte ist ein Aussichtsturm auf dem 403 m hohen Tempelberg zwischen den Ortschaften Altenberg und Hadersfeld der Marktgemeinde St. Andrä-Wördern in Niederösterreich.

## Beschreibung
Der Grundriss des 14,3 Meter hohen Turmes beträgt 4,9 × 5,9 Meter. Die obere Aussichtsplattform befindet sich in 13,2 Meter Höhe und kann über die 47 Stufen im Inneren der Warte sowie die 13 Stufen der Eisentreppe von der unteren, auf etwa 10,7 Meter Höhe liegenden Plattform erreicht werden. Der Ausblick reicht vom Voralpenland über das Tullnerfeld sowie über die Donau weit ins Weinviertel.

## Geschichte
Der Bau der Warte wurde am 26. Juni 1906 zu Ehren von Kaiser Franz Joseph I. anlässlich seines 60-jährigen Regierungsjubiläums vom Altenburger Gemeinderat beschlossen und ab dem Frühjahr 1908 von der Baufirma Karner aus Wördern errichtet. Die Eröffnung fand am 27. September 1908 statt; die Festrede hielt der Orthopäde Adolf Lorenz.
Nach dem Zweiten Weltkrieg war die Warte zwar stark baufällig, die Sektion Klosterneuburg des Österreichischen Touristenklubs konnte sie jedoch erhalten und mit Hilfe von zahlreichen Subventionen im Ausmaß von 16.000 Schilling wieder instand setzen. Die feierliche Wiedereröffnung fand am 7. Oktober 1956 stand. Im Jahre 1980 wurde die Warte wieder an die Gemeinde St. Andrä-Wördern zurückgegeben.